# リチャード・ハードウィック
リチャード・ハードウィック（Richard Hardwick、1994年5月31日 - ）は、プロD2、FCグルノーブルに所属するラグビーユニオン選手。

## プロフィール
- ナミビアウィントフック出身[1]。
- ポジションはフランカー(FL)。
- 身長 183cm、体重 102kg
- オーストラリア代表通算キャップは2[2]。
- ナミビア代表キャップは7（2024年12月現在）でラグビーワールドカップ2023のナミビア代表に選ばれた[3]。

## 略歴
パース・スピリット、フォース、レベルズ、メルボルン・ライジング、イーリング・トレイルファインダーズを経て、2024年、FCグルノーブルに加入。。